# زمین‌لرزه ۲۰۰۶ کامچاتکا
موزیسین کامچاتکا  در تاریخ ۲۰ آوریل ۲۰۰۶ میلادی، برابر با ‎۳۱ فروردین ۱۳۸۵، ساعت ۲۳:۲۵:۰۲ به زمان یوتی‌سی در روسیه ، منطقه کوریاک رخ داد. ژرفای این زلزله ۲۲ کیلومتر بود، و بزرگی آن ۷٫۶ در مقیاس Mw اعلام شده‌است. زمین‌لرزه به وقت محلی در روز جمعه، ساعت ۱۱ روی داده و منطقه زمانی آن یوتی‌سی +۱۲ بوده‌است (با لحاظ تغییر ساعت تابستانی).
سازمان زمین‌شناسی آمریکا نیز رومرکز این زمین‌لرزه را در مختصات ۶۰°۵۶′۵۶″شمالی ۱۶۷°۰۵′۲۰″شرقی / ۶۰٫۹۴۹°شمالی ۱۶۷٫۰۸۹°شرقی و ژرفای آنرا در ۲۲ کیلومتر گزارش کرده‌است. بزرگی برگزیدهٔ این سازمان از میان بزرگیهای محاسبه‌شدهٔ مختلف ۷٫۶ در مقیاس Mw بوده و از دید اثر، در میان چهار دسته‌بندی «نامحسوس»، «محسوس»، «زیان‌آور» یا «با تلفات»، زلزله را «با تلفات» اعلام کرده‌است.در زمین‌لرزه روستاهای Apuka، Khaailino و Vyvenka خراب شده و چند ساختمان در منطقه Korf-Tilichiki آسیب دیده‌است.
پروژهٔ «تنسور گشتاور مرکزوار» زاویه‌های (راستا، شیب، ریک) گسل سازندهٔ زمین‌لرزه و صفحه عمود بر آنرا (°۲۰۷، °۴۰، °۷۶) یا (°۴۴، °۵۱، °۱۰۱) و نوع گسل را «معکوس» فرارسانده‌است.
زمین‌لرزه هیچ کشته‌ای نداشته وشمار زخمیان ۴۰ نفر برآورده شده‌است.